# Žrtveni jarac
Žrtveni jarac je metaforični izraz za nevinu žrtvu na koju je usmjerena agresivnost okolice i koja ispašta za tuđe grijehe. Ovaj fenomen je opisao i dao mu naziv antropolog J.J. Fraser. Naziv potječe od poznate biblijske priče, ο jarcu kojeg su stari Hebreji svake godine ritualno žrtvovali tako što su ga izgonili u pustinju natovarenog njihovim grijesima, kako bi Bog (strašni Jahve) iskalio svoju ljutnju na toj životinji, kažnjavajući nedužnog jarca, a ne njih.
Žrtveni se jarac traži i nalazi posebno u onim kriznim društvenim situacijama kada, zbog frustracije, nagomilana agresivnost stanovništva nema gdje isprazniti se, jer se ne smije usmjeriti na moćne predstavnike vlasti. Tada se kao objekt potisnute agresivnosti u ulozi žrtvenog jarca nalaze obično manjinske i marginalne grupe (crnci, Romi, Židovi, homoseksualci) koje su nezaštićene i zato predstavljaju lak i nemoćan plijen.
Traženju žrtvenog jarca osobito su sklone nesigurne, sadističke i autorititetne ličnosti. Pražnjenje nagomilane agresivnosti na marginalnim grupama koje imaju ulogu žrtvenog jarca dovodi do homogenizacije osnovne, većinske grupe i do zadovoljenja sadističkih sklonosti pojedinca.